# آرمان مارسل
آرمان مارسل (فرانسوی: Armand Marcelle‎؛ ۱۰ اکتبر ۱۹۰۵ – ۲۶ دسامبر ۱۹۷۴) قایقران روئینگ اهل فرانسه بود.
وی در مسابقات کشوری و بین‌المللی در مجموع برندهٔ ۱ مدال نقره شده‌است.